# Rhabdocoela
Rhabdocoela zijn een orde van platwormen uit de klasse Rhabditophora.

## Taxonomie
De volgende onderordes zijn bij de orde ingedeeld:
- Dalytyphloplanida
- Kalyptorhynchia